# Batman Dracula
 (février 2017).
Si vous disposez d'ouvrages ou d'articles de référence ou si vous connaissez des sites web de qualité traitant du thème abordé ici, merci de compléter l'article en donnant les références utiles à sa vérifiabilité et en les liant à la section « Notes et références ».
Pour plus de détails, voir Fiche technique et Distribution.
Batman Dracula est un film américain en noir et blanc réalisé et produit par Andy Warhol en 1964. Il a été réalisé sans la permission de DC Comics, l'éditeur des bandes dessinées de Batman.

## Fiche technique
- Titre original : Batman Dracula
- Format : Noir et blanc
- Genre : Drame
- Durée : 54 minutes
- Pays : États-Unis
- Langue originale : anglais
- Dates de sortie :
  - États-Unis : juillet 1964

## Distribution
- Jack Smith : Batman / Dracula[2],[3]
- Gregory Battcock
- David Bourdon
- Tally Brown (en) : Florence
- Rufus Collins
- Dorothy Dean (en) : Doris

## Production
Le film a été tourné sur les plages de Long Island, sur les toits de New York et à la Factory.